# Belur
Belur (kannada nyelven: ಬೇಲೂರು) kisváros India Karnátaka államában Bengalurutól 220 km-re nyugatra. 
Gazdasági életében a mezőgazdaság a meghatározó, de ősi templomkomplexumának köszönhetően a turizmus is jelentős. A látogatók többnyire összekötik a közeli Halebid településsel. 
A Hojszala uralkodók több mint 800 évvel ezelőtti virágzó fővárosa volt. A mai kisváros ebből a korból a Csennakésvara-templomkomplexummal büszkélkedhet, amely 1133-ban készült el. A város főutcájának végében álló gopuram (kapuemelvény) jelöli a templom bejáratát. Belül tágas, kövezett udvara van. Ezt kisebb szentélyek és oszlopos folyosók fogják körbe, középen a főtemplommal. Az épületegyüttest különlegesen faragott kőberakások, faragott oszlopok, istenek és istennők szobrai díszítik az indiai vallási eposzokból. 

## Galéria

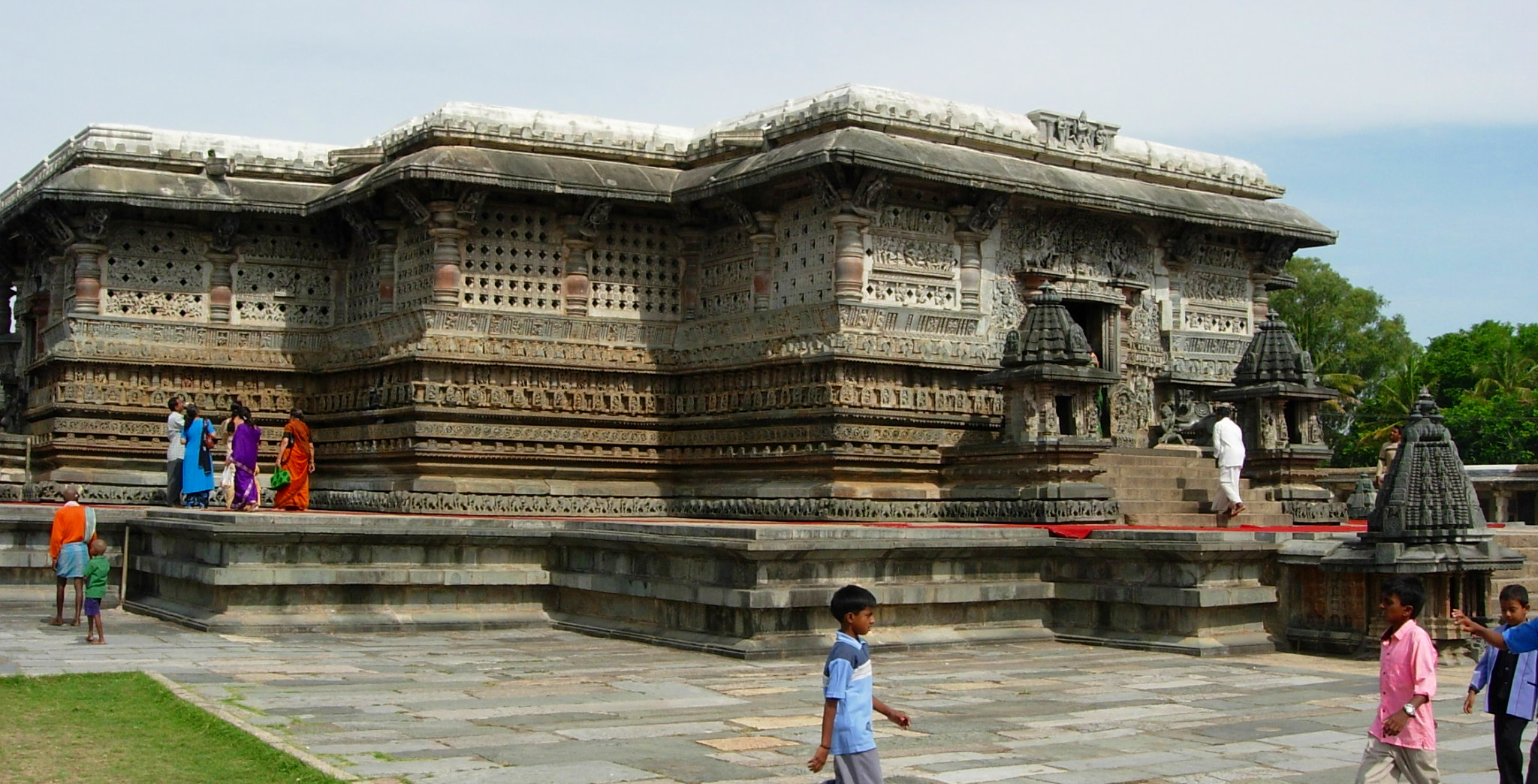
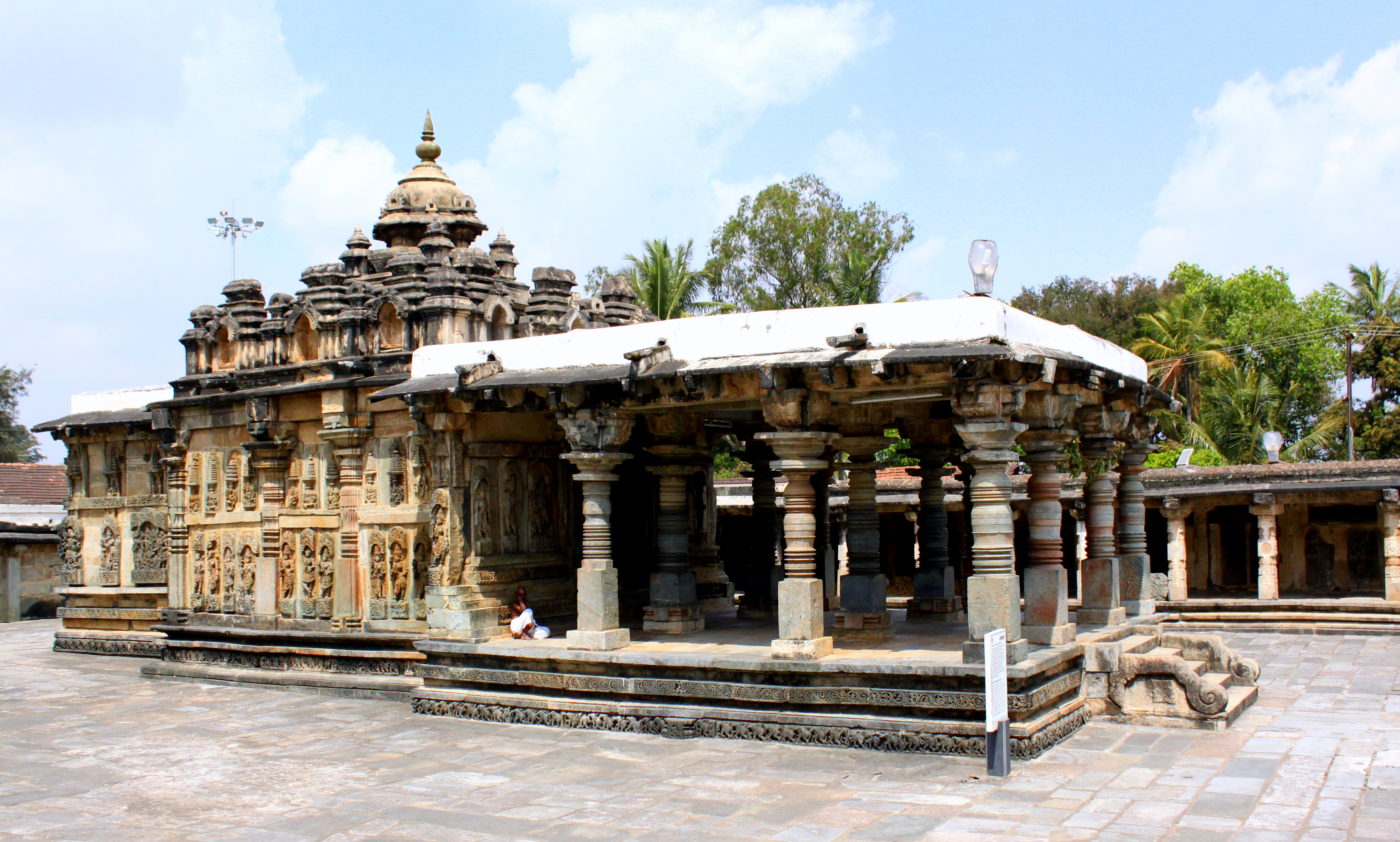
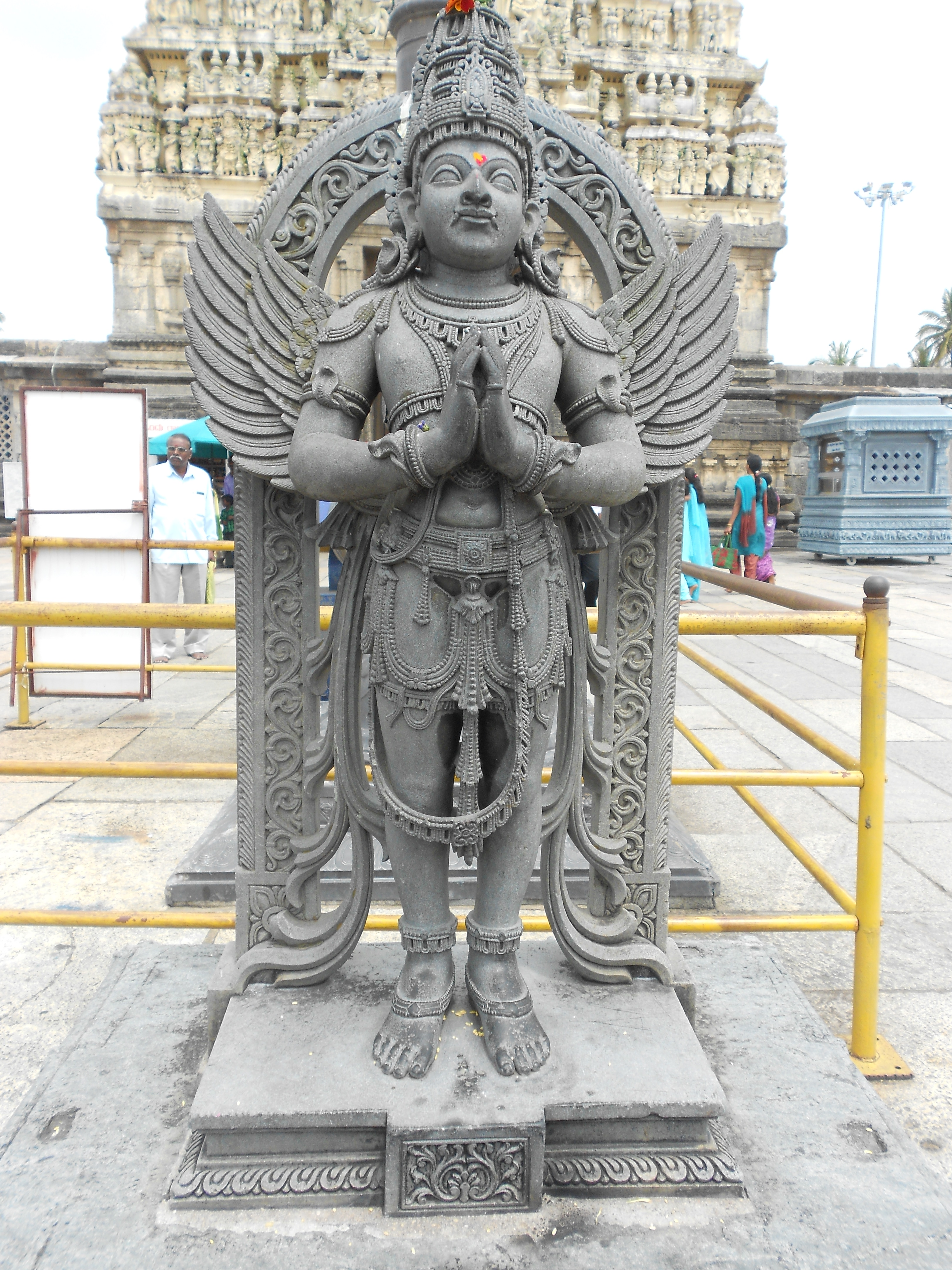
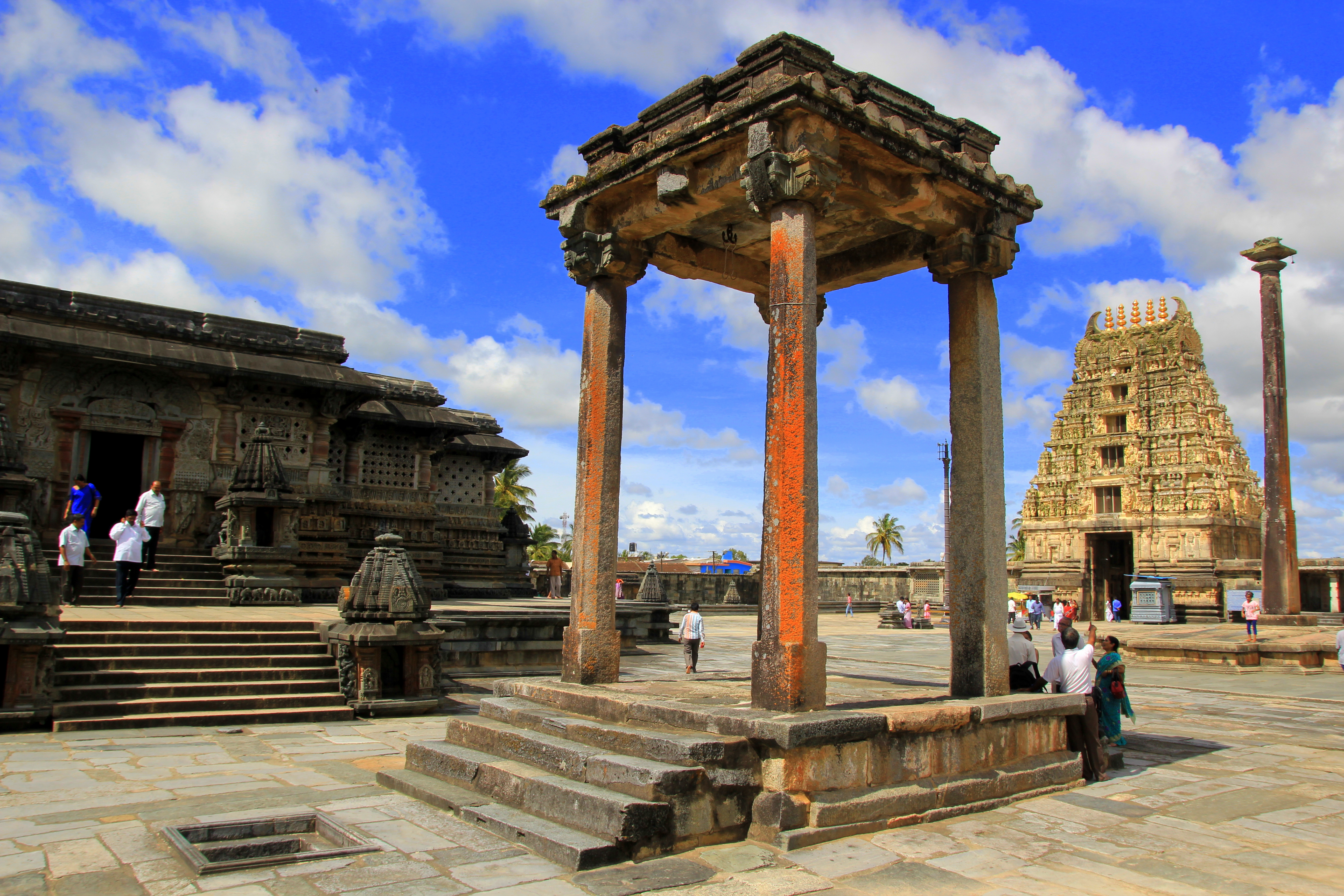
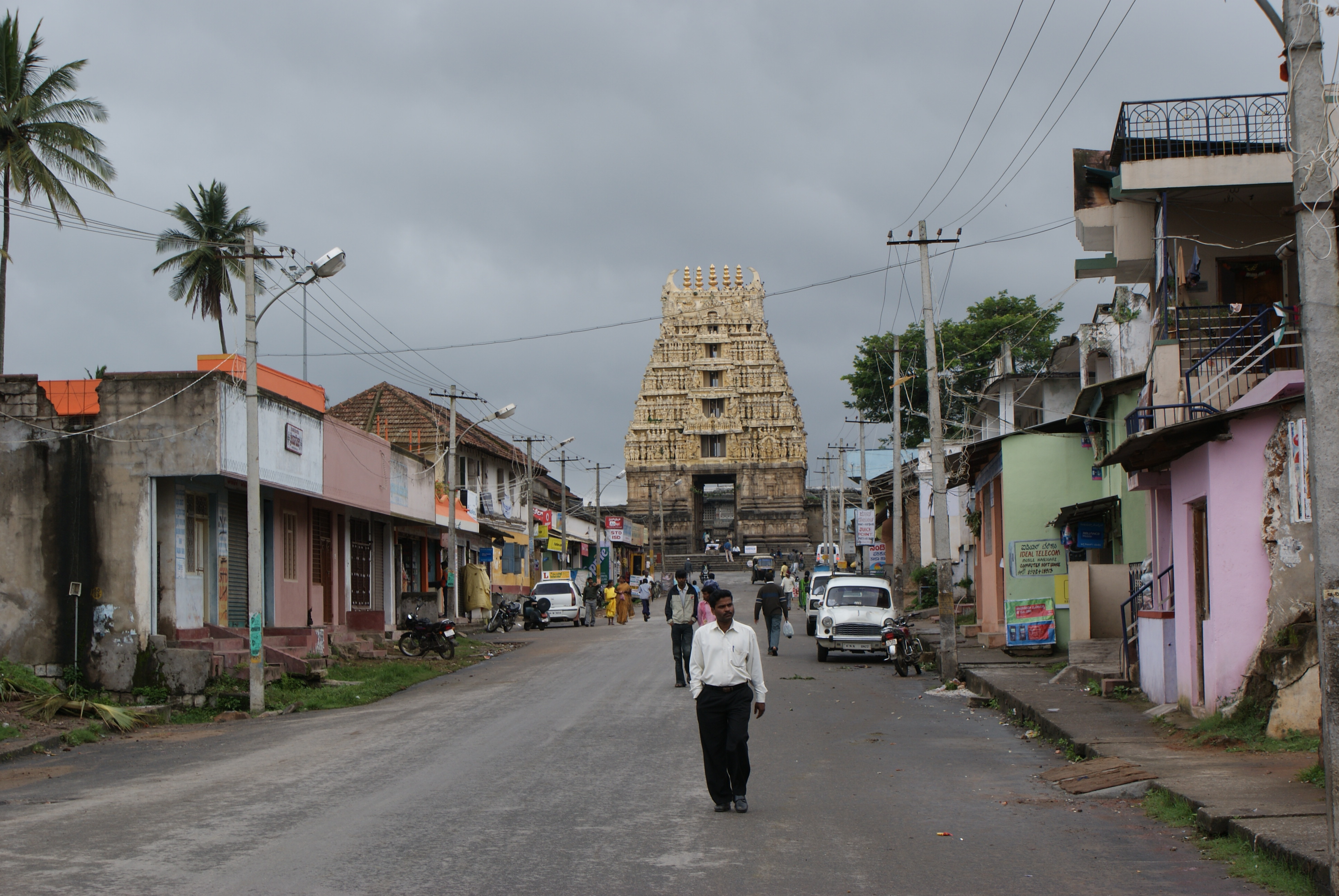

## Fordítás
Ez a szócikk részben vagy egészben  a   Belur című német Wikipédia-szócikk fordításán alapul.  Az eredeti cikk szerkesztőit annak laptörténete sorolja fel. Ez a jelzés csupán a megfogalmazás eredetét és a szerzői jogokat jelzi, nem szolgál a cikkben szereplő információk forrásmegjelöléseként.